# Pouce-pied
Pollicipes pollicipes
Pour les articles homonymes, voir Pouce et Pied.
Pour le type de bateau, voir Pousse-pied (bateau).
Espèce
Répartition géographique
Le pouce-pied (ou poucepied) de l'Atlantique-est (Pollicipes pollicipes) est une espèce de crustacé cirripède marin à pédoncule charnu et court, qui vit fixé aux rochers battus par les vagues. Son aire de répartition se limite à la zone intertidale le long de la côte atlantique de l’Europe et de l’Afrique du Nord. Parfois également appelé à tort « anatife », il est alors confondu avec les véritables anatifes qui appartiennent au genre Lepas et vivent fixés à des objets flottants.
Comestible, il a longtemps été une source de nourriture pour les habitants des côtes. Depuis de nombreuses années, une forte demande existe pour cette ressource en Espagne et au Portugal où il est particulièrement prisé.
Il a fait l'objet d’une pêche intensive qui a conduit à une surpêche et à un fort déclin de ses populations dans plusieurs régions. La faible productivité de l'espèce, liée à une croissance lente et à une possibilité d'implantation réduite en raison d'exigences écologiques fortes, en fait une ressource peu abondante et fragile à l’exploitation.

## Noms vernaculaires et taxinomie
Le nom binominal officiel du pouce-pied de l'Atlantique Est est Pollicipes pollicipes, toutefois deux autres noms scientifiques sont encore en usage mais non valides : Pollicipes cornucopia (Leach, 1824), et Mitella pollicipes (Gmelin, 1790).
Pollicipes vient du latin pollex (pouce) et de pēs (pied).
Il existe de nombreux noms vernaculaires pour cet animal :
pouce-pied  qui viendrait du fait que le pédoncule ou pied ressemble à un pouce dressé, mais aussi pousse-pied ou poussepied, reflétant un pied qui pousse, ou encore operne, pied de biche, lanperna au Pays basque et pas-e-bez en Bretagne.
Dans les îles Britanniques, le pouce-pied porte le même nom, « barnacle », qu'une oie sauvage arctique qui migre en Angleterre l'hiver. En France aussi, le nom de barnacle était usité pour désigner le pouce-pied, toujours dénommé « bernache » en certains coins de Bretagne,. Les Espagnols le nomment « Percebes », les Galiciens « Percebes », les Portugais « Perceves » et les Allemands « Entenmuschel » (moule de canard).
En effet, au Moyen Âge, à cause de la forme du capitulum (carapace enfermant le corps de l'animal) qui évoque un bec de canard, on croyait que ces crustacés étaient de jeunes oiseaux nés d'excroissances d'arbres magiques, ce qui autorisait à manger ces oies en période de carême, et que les anatifes donnaient naissance à certains oiseaux comme les bernaches et les canards.
Deux autres espèces appartenant au genre Pollicipes vivent dans des conditions analogues, c’est-à-dire sur les rochers marins battus par la houle :
- Pollicipes elegans, sur la côte pacifique de l'Amérique du Sud[9] ;
- Pollicipes polymerus, sur la côte pacifique de l'Amérique du Nord[10].

## Caractères distinctifs

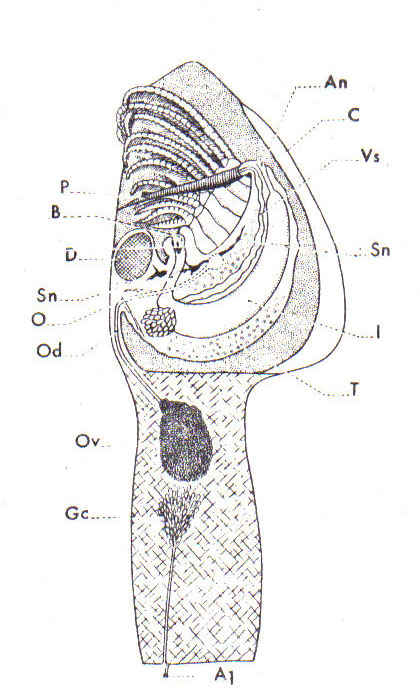
D: muscle de la carapace, P: pénis, B: bouche, An: anus, C: carapace, Vs: vésicule séminale, Sn: système nerveux, I: intestin, T: testicule, Ov: ovaire, Od: oviducte, O: œsophage, Gc: glande cémentaire, A1: antennule
Organisation interne d'un pouce-pied.

Le pouce-pied fait partie des crustacés sessiles (vivant fixés à un support). Dans son cas, le substrat doit être dur et immobile. Morphologiquement, l’animal est composé d’un pédoncule cylindrique gris foncé couvert de très petites plaques calcaires, surmonté d’un capitulum triangulaire portant des plaques de tailles inégales (plus de 18), blanches ou grises, unies entre elles par une membrane lisse brun-vert. Par l’ouverture du capitulum, souvent bordé de rouge, sort un panache de cirres robustes et rétractables. L'attachement au substrat est assuré par un puissant système musculaire et à une substance adhérente produite par la glande du ciment située à la base du pédoncule. Cette sécrétion est continue durant la phase adulte, permettant la réparation de dégradations partielles. Le système musculaire a également d'autres fonctions, comme le mouvement des cils filtrants et la mobilité du pédoncule pour orienter le capitulum en direction du courant, optimisant ainsi la filtration et pour faciliter la copulation.
Dans une colonie où la forte densité entraîne une compétition alimentaire, le pédoncule est en général long et gorgé d’eau, alors qu’il est plutôt court et trapu dans le cas contraire. Des facteurs tels que le manque de lumière peuvent aussi provoquer ces variations morphologiques. La taille maximale de l’ensemble pédoncule-capitulum est de 10 à 12 cm pour un poids de 50 g.
La confusion est possible avec les anatifes du genre voisin Lepas, qui vivent attachés aux objets flottants. Cependant chez ces espèces, le capitulum est plus petit et ses plaques, moins nombreuses, ne sont pas lisses mais parcourues de rainures radiales. Il n’a pas de bordure rouge et le pédoncule, beaucoup plus allongé, ne peut se fixer aux rochers,.

## Distribution géographique
Le genre Pollicipes comporte trois espèces. Deux d’entre elles, Pollicipes elegans et Pollicipes polymerus, vivent sur les côtes pacifiques de l'Amérique. Pollicipes pollicipes, le pouce-pied de l'Atlantique-est, colonise la côte orientale de l'océan Atlantique nord et la mer Méditerranée entre les parallèles 48°N et 15°N. Sur la côte atlantique, sa limite méridionale se trouve sur le littoral de Dakar au Sénégal et au Cap-Vert, entre 14° et 16° de latitude nord ; vers le nord, il ne dépasse que très rarement — et en très petit nombre — l'entrée de la Manche : les populations les plus septentrionales se trouvent dans l’archipel d'Ouessant, en Bretagne. En Méditerranée, l'espèce est rare et n'est recensée que sur les côtes marocaine et algérienne,.
Dans cet ensemble géographique, la distribution du pouce-pied n'est pas continue. Elle est en fait conditionnée par la présence d'habitats favorables, à savoir des zones rocheuses exposées à de fortes houles. C'est ainsi que l'espèce est absente des côtes françaises du golfe de Gascogne comprises entre le Pays basque et la Bretagne. Il y a aussi des pouces-pieds dans l'archipel des Berlengas.

## Répartition bathymétrique
En Atlantique, le pouce-pied vit dans la zone de balancement des marées.

## Mœurs

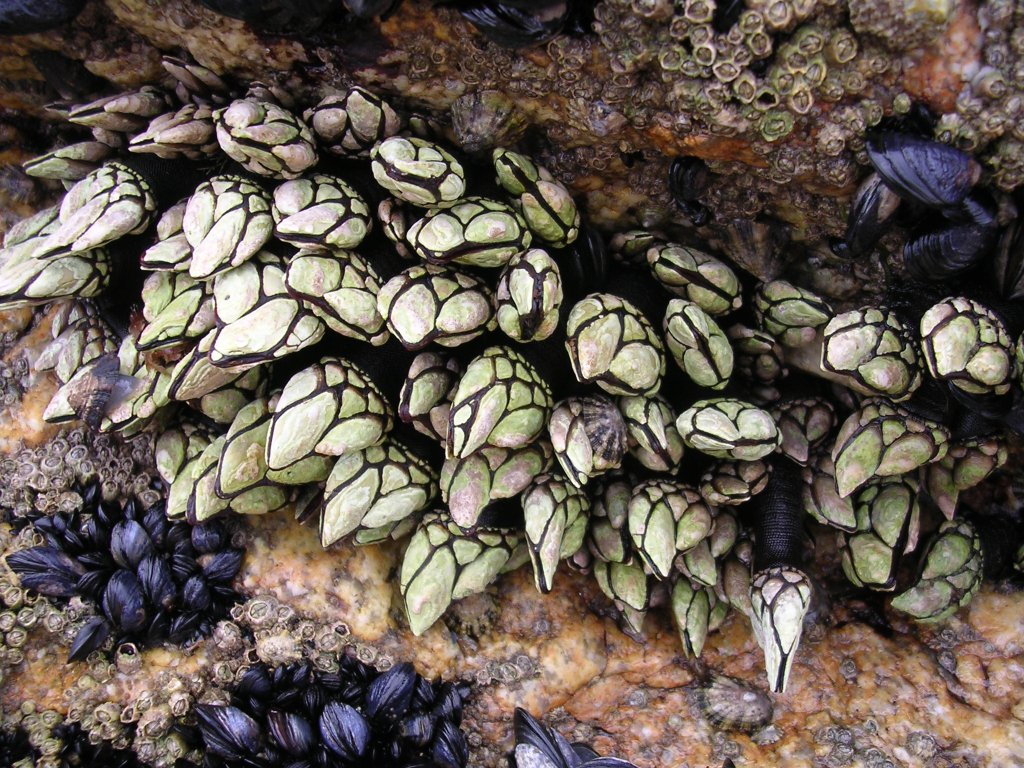
Pouces-pieds fixés à leur substrat rocheux en compétition avec des moules et des balanes

Le pouce-pied a des exigences écologiques contraignantes qui réduisent en nombre et en étendue les sites où il peut se développer. Il s’agit toujours de côtes rocheuses fortement battues par la mer et particulièrement celles dont le substrat est schisteux. Les colonies, très denses en individus, occupent une bande de largeur variant de 2 à 10 m selon que la paroi est verticale ou en pente douce. Il occupe alors tous les espaces disponibles comme les interstices des failles et des fissures. La progression d’une colonie est très lente et se réalise de proche en proche à partir d’individus déjà installés. Il semble en effet que la larve de type cypris ne puisse se fixer et se métamorphoser qu’à proximité immédiate d’adultes. Ce comportement rend le pouce-pied peu performant face aux moules dans la compétition pour l’espace et anéantit toute possibilité naturelle de recoloniser un site dont il a été complètement arraché.
Les principaux prédateurs naturels du pouce-pied sont les goélands et les poissons de roche comme les Labridés.

## Durée de vie et croissance

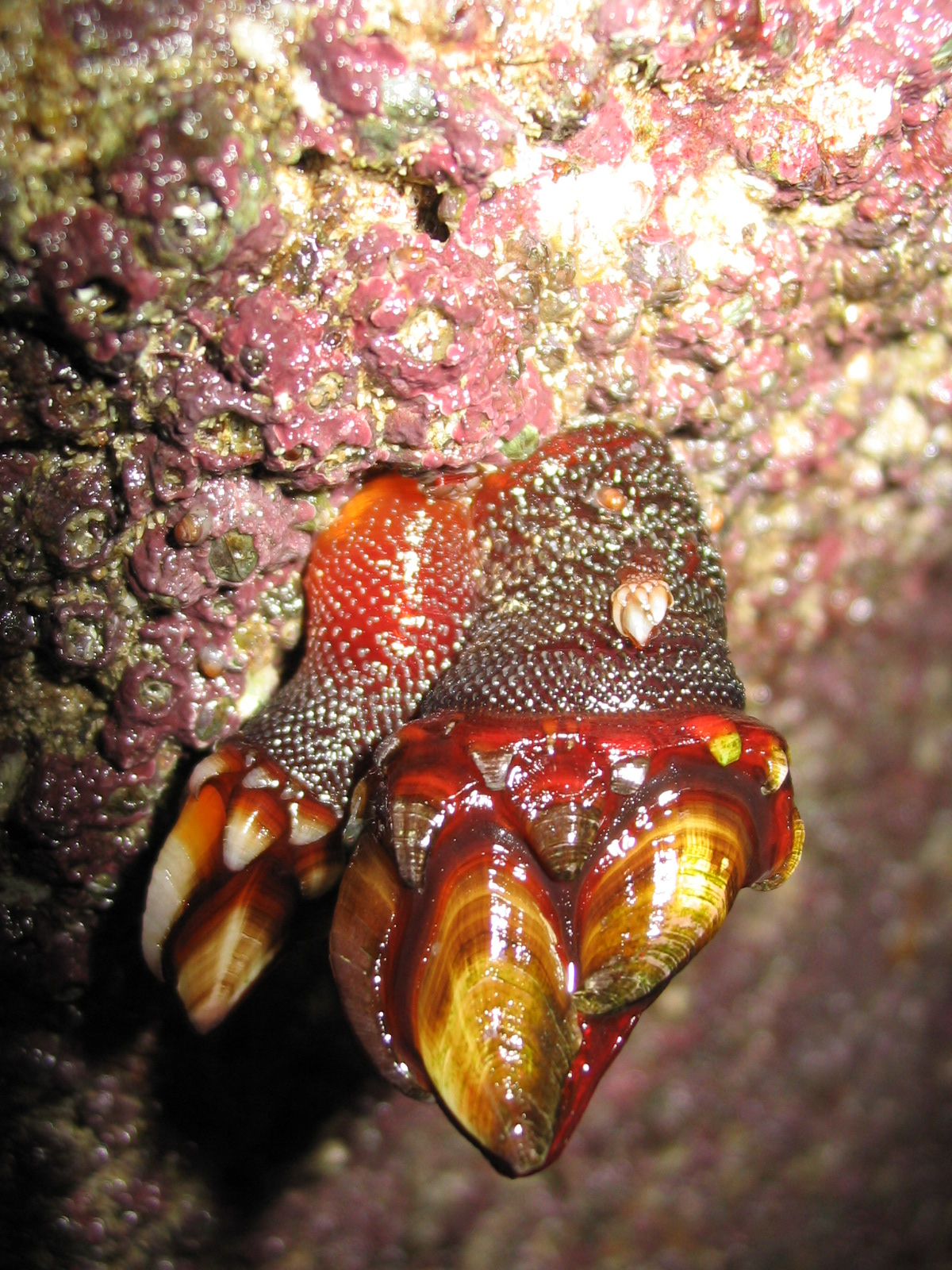
Pouces-pieds suspendus à la roche de la baie des Trépassés.

Leur durée de vie maximale est de 20 ans. La vitesse de croissance, assez lente, varie en fonction de facteurs comme l’exposition à la houle et au vent, la durée d’émersion liée au niveau de fixation, la densité des individus, la température de l’eau, etc. Selon les conditions, on estime qu’il faut entre 3 et 7 ans pour que le capitulum atteigne les 2 cm correspondant à la taille minimum de commercialisation (la longueur du pédoncule étant très variable, la mesure de référence se rapporte au capitulum). Sur le plan pondéral, l'exploitation du pouce-pied devient intéressante à partir de 21-23 mm, lorsque le poids de chair équivaut au quart du poids de l'animal. Des individus de 17-18 mm fournissent 1 g de chair cuite contre 1,5 g à 2 g pour ceux de 21-23 mm.

## Alimentation

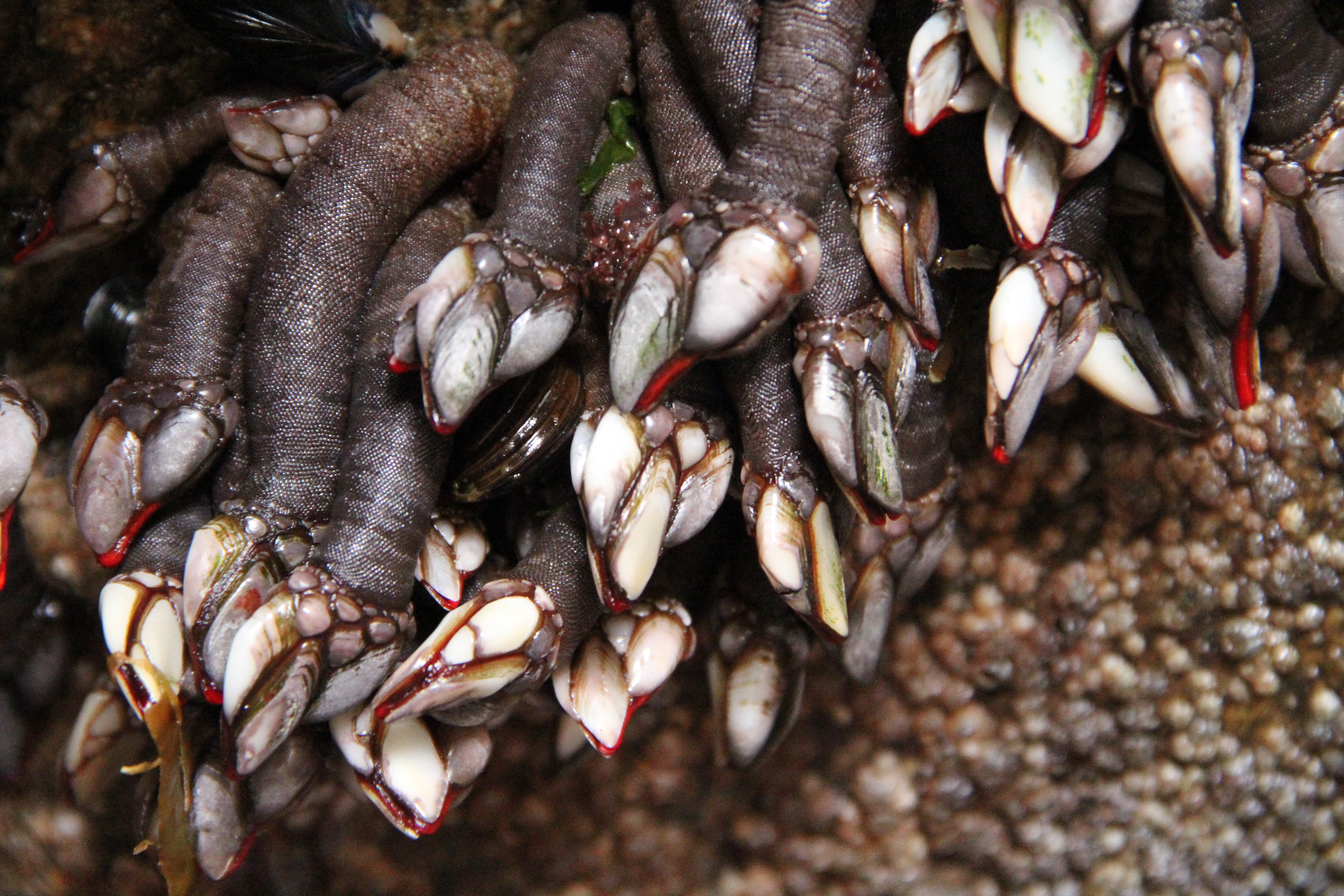
Pouces-pieds sur une roche dans une grotte littorale.

Le pouce-pied est un filtreur essentiellement planctophage. On distingue deux modes de capture des proies : par battement rythmique des cirres, ou par extension de celles-ci hors du capitulum. Les cirres sont des sortes de peignes bifides et articulés, constitués de longues soies articulées et mobiles. Le pouce-pied se fixe sur le substrat de telle sorte que ses cirres soient perpendiculaires au front de la vague pour filtrer l’eau du ressac. Le juvénile est microphage, il capte essentiellement des algues unicellulaires et des particules détritiques en suspension. La grosseur et la diversité des proies augmentent avec la taille du pouce-pied pour inclure par exemple chez l’adulte des petits crustacés et des annélides polychètes,.

## Reproduction

### Maturité sexuelle
La maturité sexuelle est atteinte à 5 ans en moyenne, bien qu'on trouve des individus de 2 ans aptes à se reproduire.

### Fécondité et fécondation
Comme beaucoup d’invertébrés, les pouces-pieds sont hermaphrodites, avec un développement simultané des deux sexes. Les ovaires sont situés dans le pédoncule et les testicules dans le capitulum, mais on n'observe pas d'autofécondation.
La fécondation croisée s’effectue dans le manteau. Le pénis, très extensible, va féconder les individus avoisinants, jusqu'à 11 cm de distance. Un individu de taille moyenne peut produire à chaque ponte environ 15 000 œufs.

### Période reproductrice
La période de reproduction dure 210 jours de mars à septembre, quand les œufs sont présents dans le pédoncule. Chaque individu mature pond en moyenne 2 à 3 fois dans la saison. En réalité, la durée de cette période ainsi que celle du développement embryonnaire ne dépend que de la température, par contre la régénération des ovaires dépendrait aussi de la nutrition.

## Développement larvaire et fixation

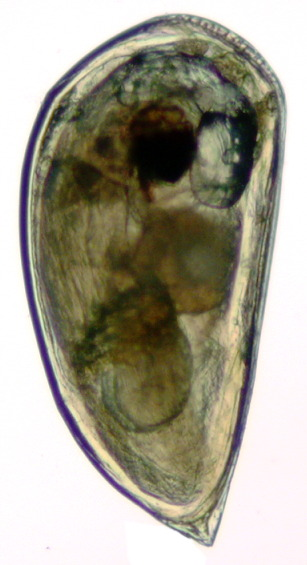
Larve cypris de pouce-pied

Il a lieu dans la cavité du capitule et sa durée est variable. Elle est d’approximativement un mois sur les côtes galiciennes. Il compte sept stades planctoniques répartis en deux phases : la phase nauplius, durant laquelle les larves se déplacent grâce aux battements de leurs appendices céphaliques (antennes et mandibules principalement) qui comporte six stades elle est suivie par la phase cypris (un seul stade) au cours de laquelle la larve se déplace grâce aux battements de ses appendices thoraciques. Durant la phase nauplius, la larve évolue en tant que partie du plancton, flottant là où le vent, les vagues, les courants, et les marées les portent, temps pendant lequel il mange et il mue. Ceci dure environ deux semaines, jusqu’à ce que la phase suivante soit atteinte. Le nauplius se métamorphose alors en une larve cypris plus apte à la nage. C’est la larve cypris qui réalise la colonisation. Les cypris s’établissent, probablement par chimiotactisme, dans une zone où les signes environnementaux dénotent un environnement adapté. Elles se fixent préférentiellement sur le pédoncule d'un adulte, vraisemblablement attirées par une substance chimique présente sur le tégument des adultes. Ce mécanisme n'est pas bien connu pour le moment.
Sur les côtes de Galice, les pics de colonisation ont lieu d’octobre à décembre. Lorsqu’un endroit approprié est trouvé, la larve cypris se fixe, la tête la première, à la surface, et ensuite commence à se métamorphoser en un jeune pouce-pied. Pour le restant de sa vie, il sera soudé au sol, utilisant ses tentacules pour capturer le plancton et les gamètes au moment de la ponte.

## Exploitation

### Méthodes d'extraction
Le pouce-pied se récolte, dans la zone intertidale, par raclage de la roche à l’aide d’une tranche ou gratte (sorte de râteau à main). Sur les sites où les densités sont faibles, on utilise un marteau et un burin.
Selon la configuration, l’accès au gisement se fait par bateau ou par la côte. Le cas échéant, il nécessite des descentes en rappel ou en chaise de calfat le long de falaises inaccessibles à pied.
En Galice, le pouce-pied ayant disparu des côtes les plus faciles d’accès, la technique de récolte est simple mais très risquée. Pendant la marée basse, les pêcheurs (percebeiros) séparent les pouces-pieds de la roche avec une gratte. Souvent, le pêcheur est tenu à l’aide d’une corde par un autre pêcheur pour accéder aux sites les plus difficiles. Avant le début de la récolte, les pêcheurs font une inspection visuelle du terrain afin de détecter les agrégations composées principalement d’individus de taille commerciale (taille totale supérieure à 4 cm). Une fois que le quota quotidien est atteint (entre 3 et 10 kg par pêcheur), les pêcheurs commencent un tri de la récolte in situ, cassant les agrégations pour enlever les pouces-pieds en dessous de la taille légale et les autres organismes. Les déchets constituent une part importante de la récolte, pouvant représenter dans de mauvaises conditions climatiques jusqu’à 50 % de la biomasse.

### Menace de surpêche et réglementation
Le pouce-pied est une espèce fragile à l'exploitation à cause de sa faible productivité liée à une croissance lente et une implantation réduite dans un biotope très particulier. De fait la surpêche dont il a fait l'objet a conduit à un fort déclin de ses populations dans plusieurs régions. Aussi sa pêche est soumise depuis plusieurs années à des quotas très stricts. En France, la période de pêche est de quatre mois environ (janvier à mars et septembre à novembre) et le quota est de 3 kg par pêcheur ,. En Galice, la pêche est autorisée de novembre à mars, ce qui évite seulement la période de reproduction du pouce-pied (mars à septembre). Le quota y est fixé à 6 kg par jour et par pêcheur et la taille minimale est de 4 cm de longueur totale. Cette dernière est difficile à appliquer en raison de conditions d'extraction particulièrement acrobatiques et de la tendance qu'ont les juvéniles à s'agréger sur les pédoncules des adultes.

### La production espagnole
La Galice, région du nord-ouest, est le principal lieu de production et de consommation du pouce-pied en Espagne.
L'extraction de pouces-pieds y a connu une croissance considérable, passant de 227 tonnes capturées en 1994 à 400 tonnes en 2001.

### La production française
En France, la valeur gustative du pouce-pied est reconnue de longue date, mais pendant longtemps sa consommation a été limitée aux riverains des gisements bretons et basques. L’exploitation à des fins commerciales, relativement récente s’est surtout exercée sur les sites morbihannais.
Depuis les années 1970, la quasi-totalité de la production française vient des gisements de Belle-Île-en-Mer. La production qui, vers les années 1960-1970 a dépassé les 300 tonnes annuelles, est désormais réduite à moins de 50 tonnes (officiellement 12,3 tonnes en 1994). Ces chiffres sont toutefois minimisés, les prises n'étant pas toutes déclarées.

## Commercialisation et marché

### En France

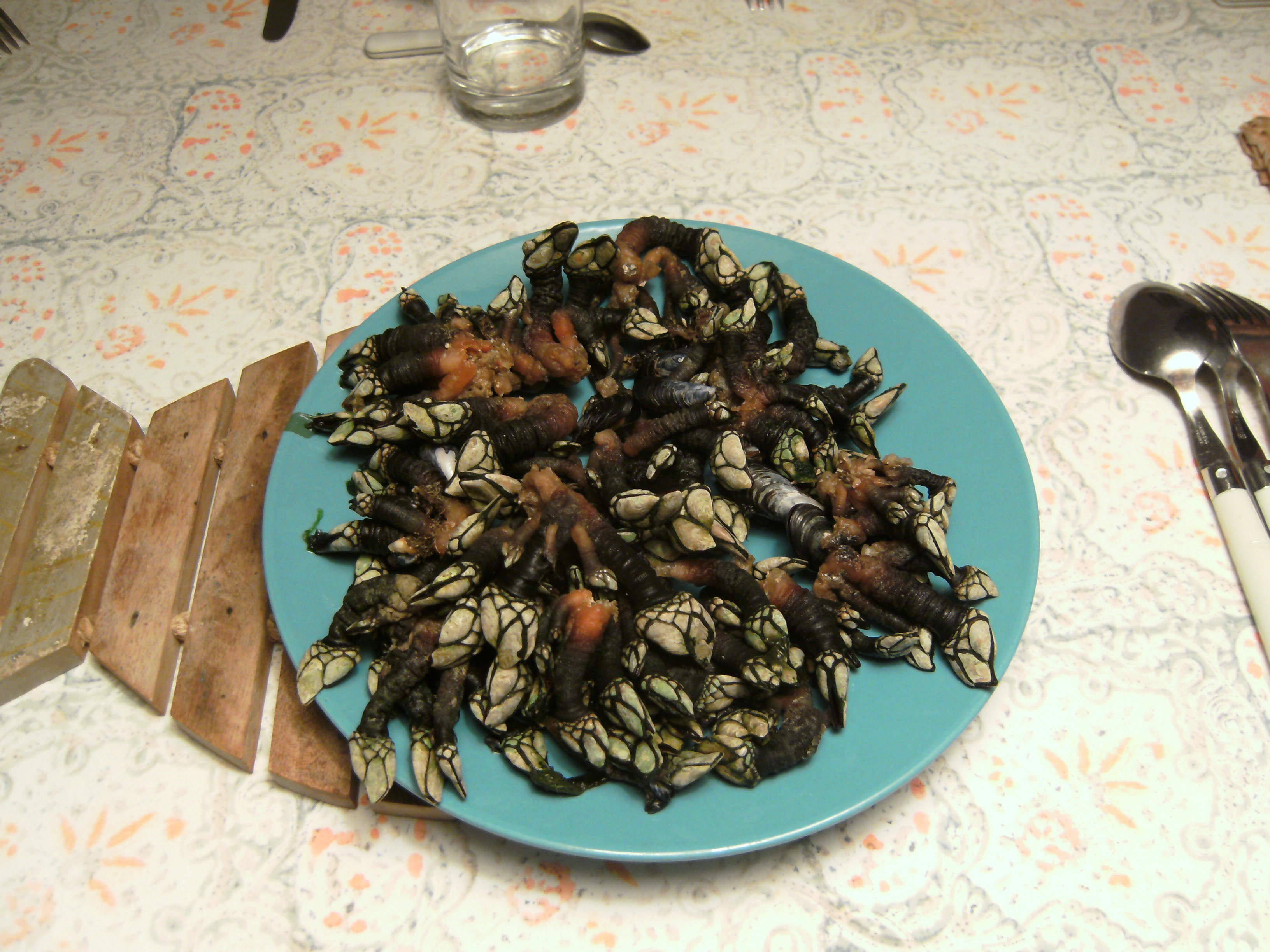
Assiette de pouces-pieds bouillis - Seul l'intérieur du pédoncule est comestible.

La production française est, pour l’essentiel, destinée à l’exportation, en particulier vers l’Espagne. Le pouce-pied est généralement commercialisé collé à la pierre pour une meilleure conservation lors du transport.
La demande du marché espagnol a brusquement augmenté, déjà entre 1941 (date approximative de la 1re exploitation) et 1982, à la suite de l'épuisement de la ressource sur les côtes basques espagnoles et de Galice. L'escalade des prix qui en a résulté a encouragé l'exploitation de sites plus difficilement accessibles et à rendements plus faibles.

### En Espagne et au Portugal

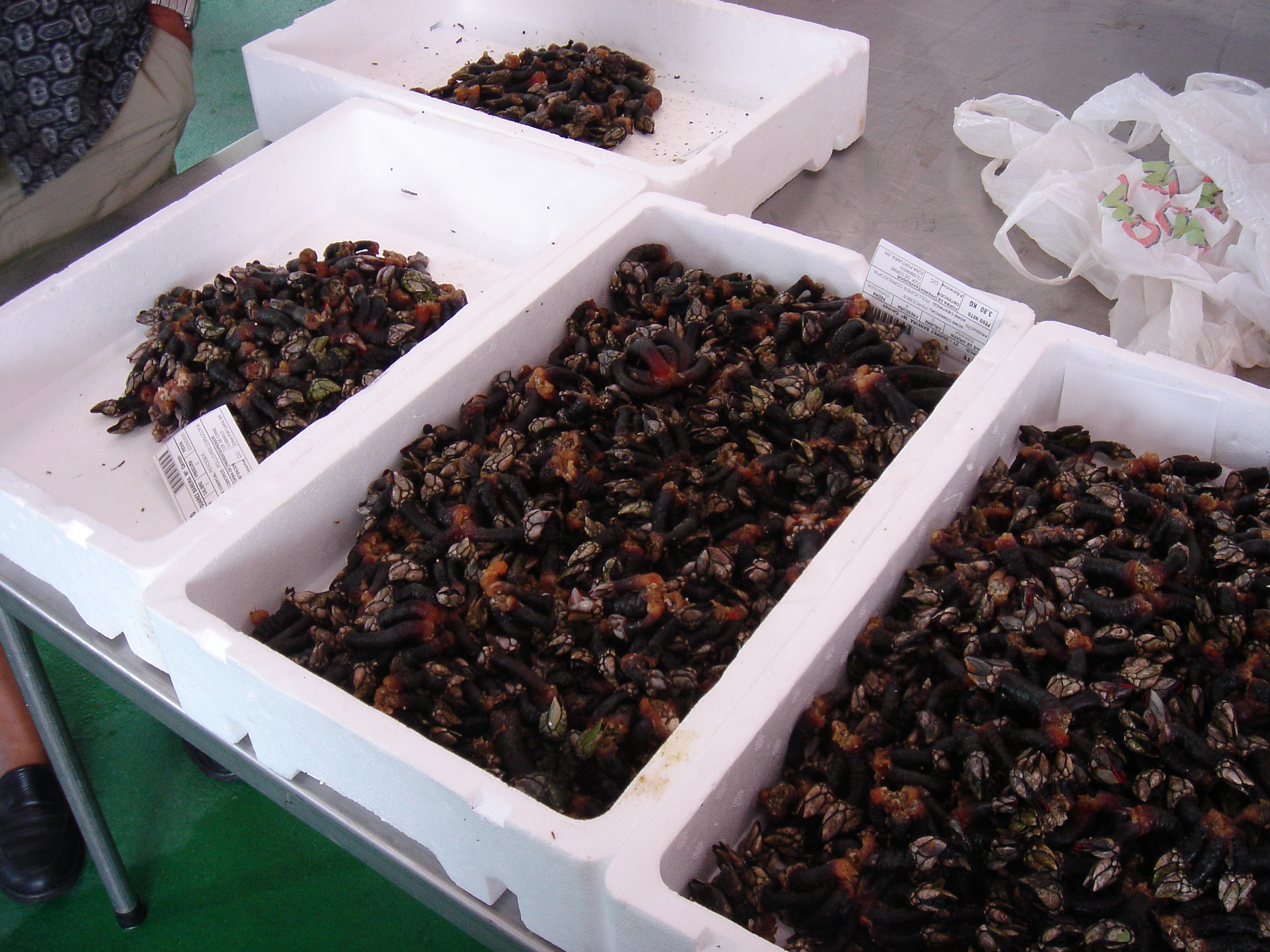
Vente de pouces-pieds sur le marché du port de Corme Porto en Espagne.

Les pouces-pieds (Percebes) ont longtemps été une source de nourriture pour les habitants locaux. Une demande substantielle existe au Portugal pour les pouces-pieds vivants d’une longueur totale de 4 cm. Cependant, la majeure partie de la demande vient du marché espagnol, estimée à 2 000 tonnes par an, l'Espagne est le principal importateur mondial.
Depuis 1970, après que les stocks locaux avaient sérieusement diminué, la demande du marché espagnol s’est tournée principalement vers la France, le Portugal, le Maroc, le Pérou et le Canada, le pouce-pied canadien Pollicipes polymerus étant un proche parent du pouce-pied de l’Atlantique-est, Pollicipes pollicipes, leur apparence et leur goût étant similaires.
Cependant, les importations de pouce-pied canadien ont été arrêtées depuis 1999, date à laquelle la pêche commerciale du pouce-pied canadien a été fermée, à la suite de la baisse préoccupante du stock.
Les principaux lieux de commercialisation en Espagne sont, du nord au sud : San Cibrao, Celeiro, Cedeira, Malpica, Corme Porto, Muxia, Aguino, Bueu, Cangas et A Guarda.

### Ouvrages
- (pt) Teresa P. G. Cruz, Biologia e ecologia do percebe Pollicipes pollicipes (Gmelin, 1790) no litoral sudoeste português (thèse de doctorat), Université d'Évora, 2000, 306 p. (présentation en ligne, lire en ligne)
- (es) A. C. Pérez, El percebe en Galicia, Fundación Caixa Galicia, Aula del mar, 1996, 60 p. (ISBN 84-89231-16-8)
- Jean-Claude Quéro et Jean-Jacques Vayne, Les fruits de la mer et plantes marines des pêches françaises : algues, plantes marines, éponges, coraux, coquillages, crustacés, oursins, Paris, Delachaux et Niestlé, 1998, 256 p. (ISBN 2-603-01109-X, présentation en ligne), « Pouce-pied »